# 桑斯博热
桑斯博热是法国谢尔省的一个市镇，位于该省东北部，属于布爾日區。该市镇总面积21.54平方公里，2009年时的人口为399人。

## 人口
桑斯博热（Sens-Beaujeu）人口变化图示